# Castillo de Greifenstein (Hesse)
El castillo de Greifenstein (en alemán: Burg Greifenstein) se encuentra en el pueblo homónimo de Greifenstein, en la comarca de Lahn-Dill-Kreis, en Hesse Medio, Alemania. Es un punto geográfico del geoparque nacional de Westerwald-Lahn-Taun.

## Ubicación
El castillo de colina se encuentra sobre una colina en el Westerwald de Dill y tiene una buena vista sobre el valle del Dill. Con sus 441 m de altura sobre el nivel del mar (NN), es el castillo más alto del condado de Lahn-Dill y es un punto de referencia muy visible. Está señalizado desde la autopista A 45.

## Historia
El castillo fue registrado por primera vez en 1160. En 1298 fue destruido por los condes de Nassau y Solms, al igual que el de Lichtenstein, que no fue reconstruido. En 1315, la Casa de Habsburgo (Alberto I de Habsburgo (que había comprado el castillo a Kraft de Greifenstein) lo enfeudó en favor de los condes de Nassau. Después de haber tenido varios propietarios, en 1676 ya estaba en ruinas y fue convertido en un castillo barroco por Guillermo Mauricio de Solms-Greifenstein. Después de que los condes se trasladaran a Braunfels en 1693, el lugar quedó en ruinas.
En 1969, las ruinas del castillo fueron donadas a la Sociedad de Greifenstein, que desde entonces se ocupa de la conservación del lugar, que está abierto al público y tiene un restaurante. El castillo es un sitio del patrimonio en el sentido de la Ley de Conservación de Monumentos de Hesse. Desde 1995, su restauración también cuenta con el apoyo de la República Federal de Alemania, ya que ha sido clasificado como Monumento de Importancia Nacional (Denkmal von nationaler Bedeutung).

## Descripción
El paseo por el terreno del castillo conduce a una cárcel con utensilios de tortura, armas y una bodega, salas de estar y un bergfried de dos torres al que se accede por una escalera de caracol. En el tejado puntiagudo de la Torre del Hermano (Bruderturm) hay un grifo (en alemán: Greif, una referencia al nombre del castillo) como veleta. En la propia torre hay una rueda de tres campanas con tonos de F#1, A1 y C2.
Entre las atracciones figuran el Museo de la Villa y el Castillo (Dorf- und Burgmuseum), una de las pocas capillas dobles de Alemania. La capilla de Santa Catalina se construyó en 1462 como iglesia fortificada de estilo gótico. Cuando el castillo se transformó al estilo barroco, el patio del castillo se rellenó con tierra, por lo que hoy la capilla se encuentra bajo el nivel del suelo. Contiene frescos y saeteras, así como casamatas con techos abovedados y salas de combate. La iglesia barroca, construida sobre la capilla fortificada entre 1687 y 1702, está ricamente decorada con estucos y es del primer barroco italiano. Las iglesias superior e inferior están unidas por una escalera.
Los paseos alrededor del castillo y un jardín de hierbas educativo hacen que el lugar sea un destino muy visitado. 

## Galería

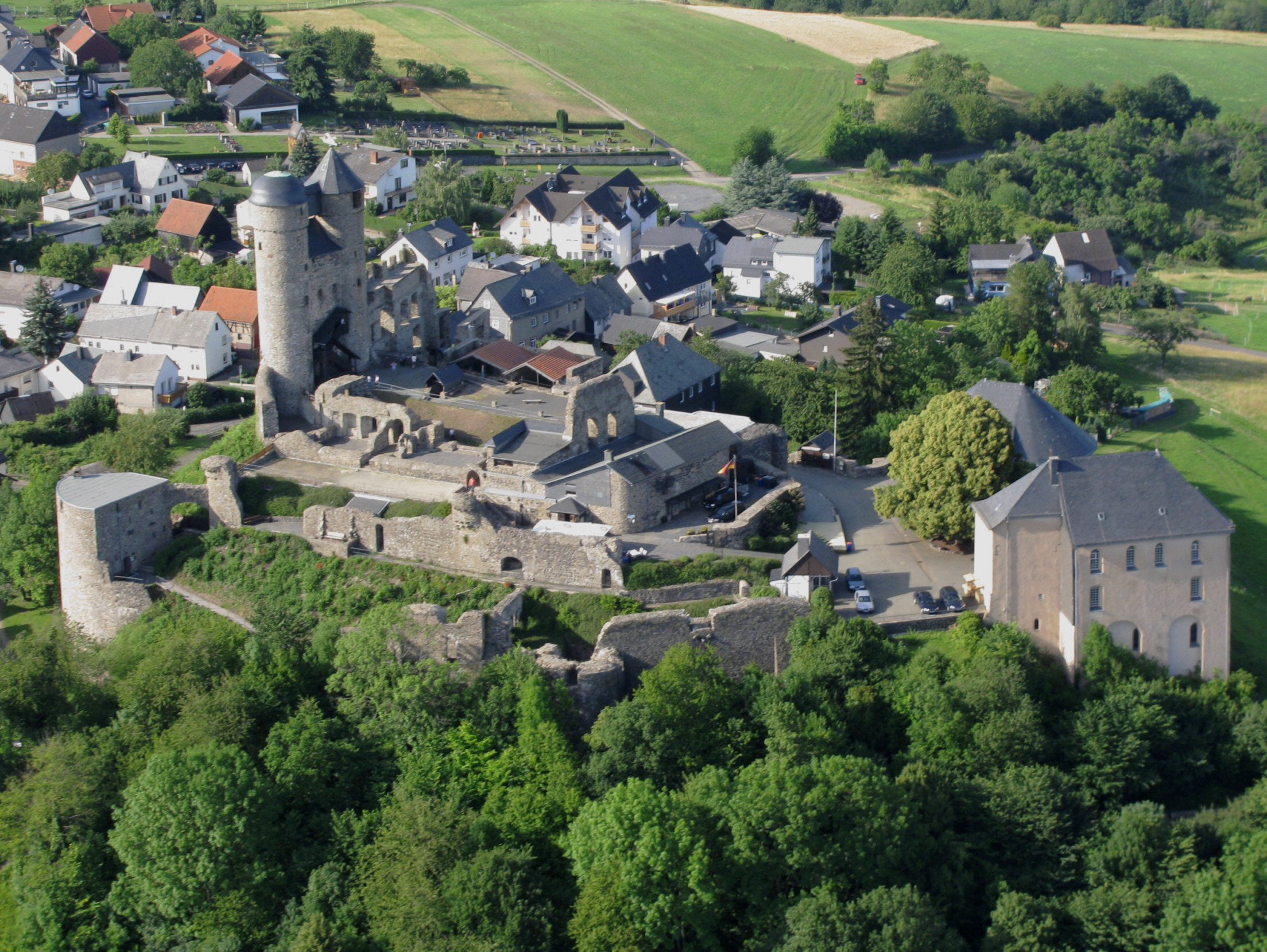
Vista aérea
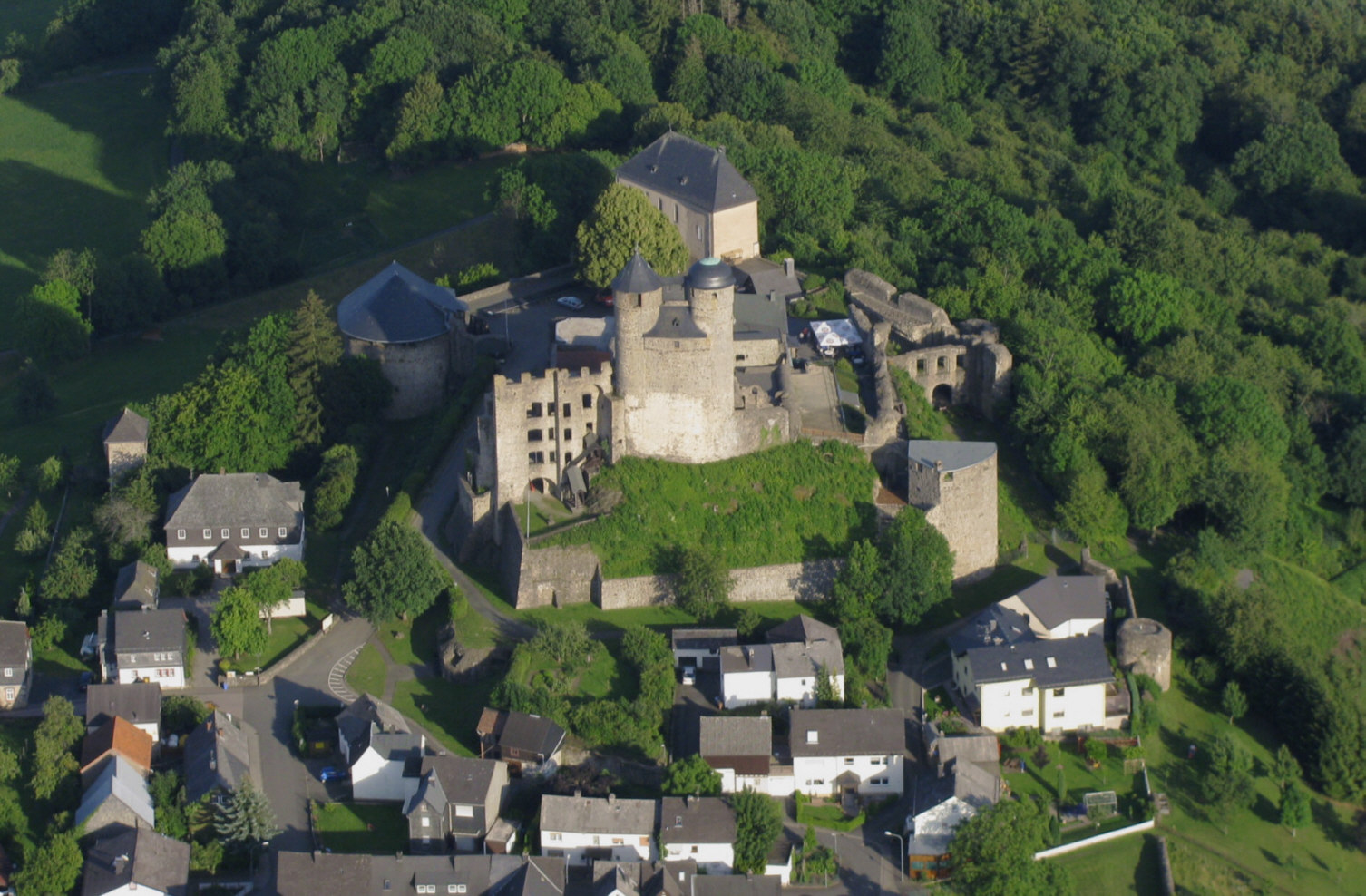
Vista frontal desde el aire
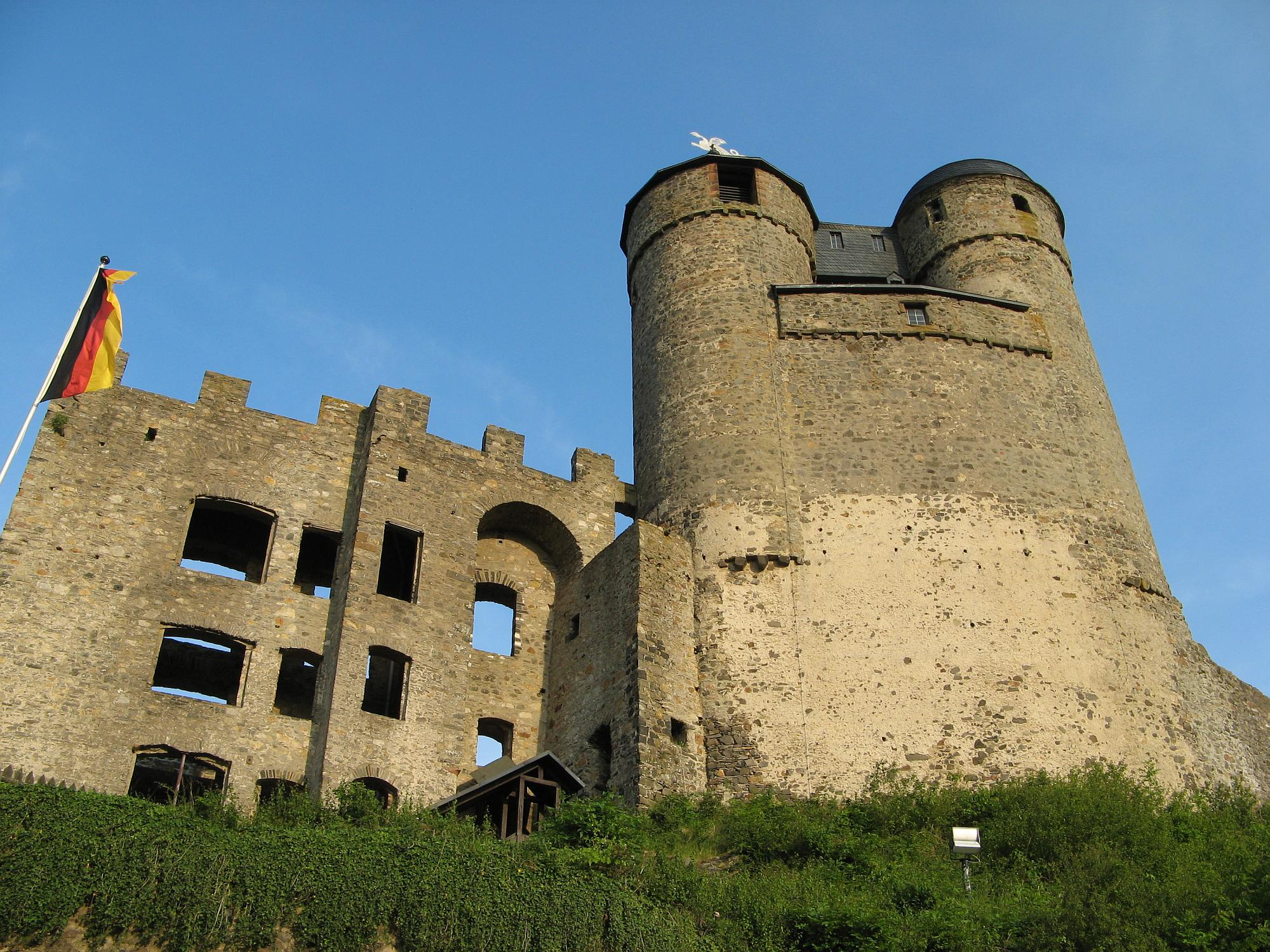
Vista frontal
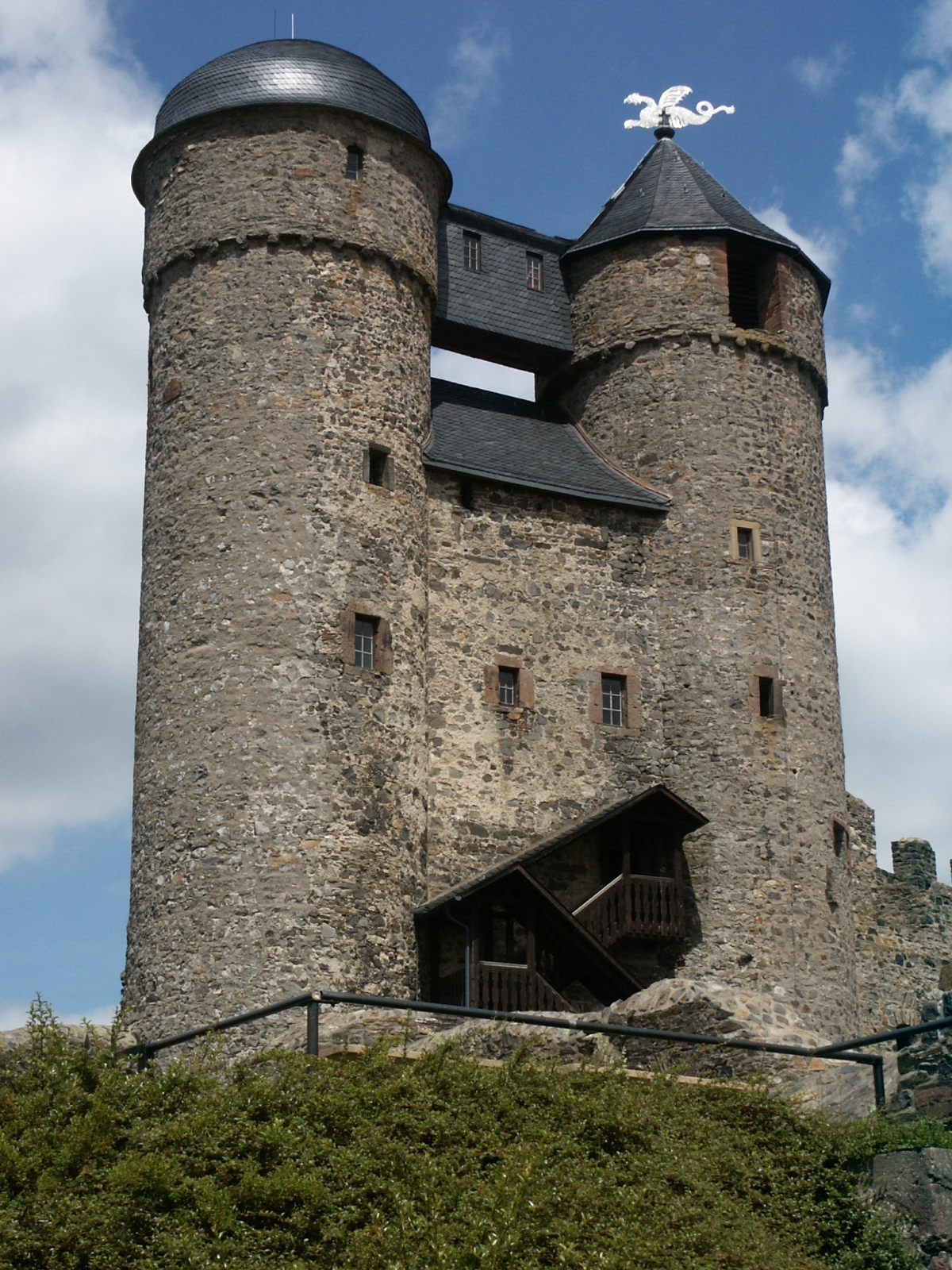
Las torres gemelas
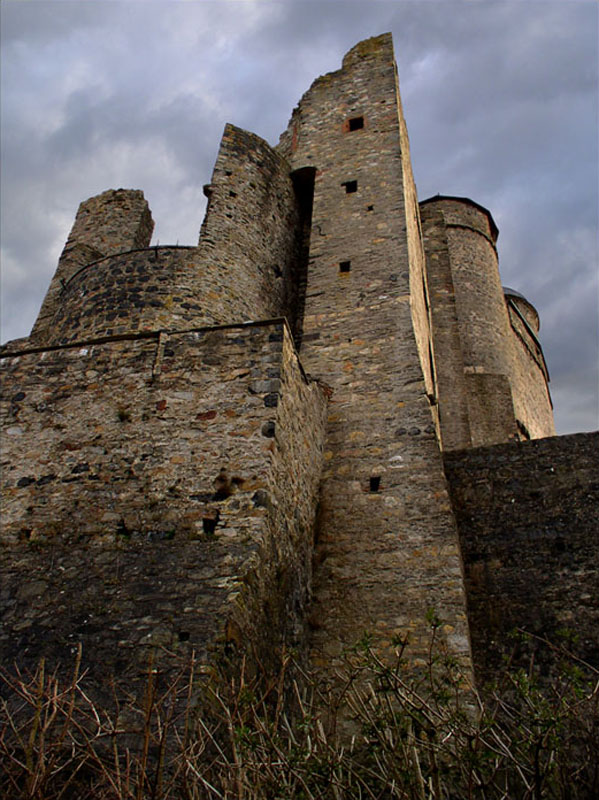
Lado místico

## Literatura
- Georg Ulrich Großmann: Mittel- und Südhessen : Lahntal, Taunus, Rheingau, Wetterau, Frankfurt und Maintal, Kinzig, Vogelsberg, Rhön, Bergstraße und Odenwald. DuMont, Cologne, 1995, ISBN 3-7701-2957-ISBN 1 (=DuMont Kunst-Reiseführer), pp. 45–48.
- Rudolf Knappe: Mittelalterliche Burgen in Hessen: 800 Burgen, Burgruinen und Burgstätten. 3rd edn., Wartberg-Verlag, Gudensberg-Gleichen, 2000, ISBN 3-86134-228-6 , pp. 287–288.
- Schlösser, Burgen, alte Mauern. Herausgegeben vom Hessendienst der Staatskanzlei, Wiesbaden, 1990, pp. 148–150, ISBN 3-89214-017-0.